# Hoogte (astronomie)

Het horizontale coördinatenstelsel; de ware hoogte Hw en azimut T van een hemellichaam.

De hoogte boven de horizon of elevatie of ware hoogte Hw is de hoek in graden die een hemellichaam vanaf een waarneempositie maakt met de horizon. Samen met het azimut T kan zo de positie worden weergegeven in het horizontale coördinatenstelsel. Dit omvat bolcoördinaten met als oorsprong de positie van de waarnemer, waarbij eventueel de afstand buiten beschouwing wordt gelaten, en met een voor de waarnemer horizontaal xy-vlak).
Deze coördinaten kunnen worden omgerekend naar andere astronomische coördinatenstelsels. Zo kunnen deze bijvoorbeeld worden uitgedrukt in de declinatie en de rechte klimming van het equatoriale coördinatenstelsel.
Indien de waarnemer zich op de noordpool Pn bevindt, komt de ware hoogte overeen met de declinatie, afgezien van correcties voor de ooghoogte van de waarnemer, kimduiking, refractie en voor dichtbijstaande hemellichamen de parallax in hoogte.
De hoogte van de poolster, "poolshoogte", is voor de komst van satellietnavigatie en andere moderne systemen een belangrijk gegeven bij het navigeren geweest.